# Rothmannia macrosiphon
Rothmannia macrosiphon là một loài thực vật thuộc họ Rubiaceae. Loài này có ở Kenya và Tanzania.